# Quintus Fabius Maximus (consul en -45)
Pour les articles homonymes, voir Fabius Maximus.
Quintus Fabius Maximus (peut-être Sanga) est un homme politique de la fin de la République romaine. Proche de Jules César, dont il est un des lieutenants pendant la guerre civile, il devient consul suffect en l'an 45 av. J.-C., et décède le dernier jour de l'année.

## Famille
Il est membre de l'importante et influente gens patricienne Fabia. Il est le petit-fils de Quintus Fabius Maximus Allobrogicus, vainqueur des Allobroges pendant son consulat en l'an 121 av. J.-C., son père s'appelant comme eux Quintus Fabius Maximus mais n'est pas consul.
Il a trois enfants : Paullus Fabius Maximus et Africanus Fabius Maximus, consuls ordinaires successivement en 11 et 10 av. J.-C. ; et Fabia Paullina, qui épouse Marcus Titius, consul suffect en 31 av. J.-C.

## Biographie
En l'an 59, avec Marcus Caelius Rufus, il poursuit Caius Antonius Hybrida, l'oncle de Marc Antoine, pour atrocités et extorsion financière dans sa province de Macédoine. Malgré le fait que ce soit Cicéron qui défend son ancien collègue au consulat, les preuves sont accablantes et Antonius est condamné à l'exil.
Il est élu édile curule en l'an 57, magistrature pendant laquelle il fait restaurer l'arc de Fabius, édifié sur le Forum Romanum par son grand-père pour célébrer sa victoire sur les Allobroges. Il est préteur avant l'an 48.
En 46, il est un des légats de Jules César qui combattent dans la guerre civile. Il est envoyé par César en Hispanie avec Quintus Pedius et des troupes de Sardaigne pour faire face aux Pompéiens, dirigés par Cnaeus Pompée. Sur place, ils ne sont pas prêts à risquer la bataille face à la supériorité numérique de Pompée, et restent ainsi dans leur camp à Oculbo, attendant que César arrive en personne. Se joignant au dictateur, ils vainquent leurs adversaires à la bataille de Munda le 17 mars 45.
Il revient à Rome avec César, et en récompense de ses services, après l'abdication de César qui était alors consul unique, Fabius Maximus est élu consul suffect le premier jour d'octobre aux côtés d'un autre césarien, Caius Trebonius, les comices suivant les souhaits de César en votant pour ses candidats. Les citoyens romains opposés à César montrent leur mécontentement en criant « il n'est pas consul ! » quand Fabius Maximus entre dans un théâtre et que son licteur a demandé aux membres du public de se lever. Il célèbre un triomphe romain pour sa victoire en Hispanie le 13 octobre.
Il décède le 31 décembre 45 av. J.-C., c'est-à-dire le dernier jour de son consulat. Selon Pline l'Ancien, Fabius Maximus ne montre aucun signe ou symptôme de la maladie ou mort imminente au préalable. César le fait remplacer dans les dernières heures de l'année par Caius Caninius Rebilus, suffect pour très peu de temps.